# Abadía de Aulne
La Abadía de Aulne (en francés: Abbaye d'Aulne) fue un monasterio cisterciense entre Thuin y Landelies sobre el río Sambre, en el obispado de Lieja (Bélgica).
Originalmente fue un monasterio benedictino, fundado por San Landelino aproximadamente en el 637. Antes de 974 los benedictinos fueron reemplazados por clérigos seculares que llevaban una vida común, pero que, sin embargo, abrazaron la Regla de San Agustín en el 1144.
A instancias de Henry de Leyen, obispo de Lieja, quedó en las manos de los monjes cistercienses de Clairvaux en el 1147, con Franco de Morvaux como su primer abad cisterciense. A partir de entonces floreció como un monasterio cisterciense.
Los revolucionarios franceses quemaron el monasterio al final del siglo XVIII, poco tiempo después de haber sido reconstruido a una escala más grande. La biblioteca, que contenía 40 000 libros y 5 000 manuscritos, también fue destruida.